# Subconscious Dissolution into the Continuum
Subconscious Dissolution into the Continuum è il quarto album in studio del gruppo musicale funeral doom Esoteric, pubblicato nel 2004 dalla Season of Mist.

## Tracce
1. Morphia – 15:54
2. The Blood of the Eyes – 12:36
3. Grey Day – 17:03
4. Arcane Dissolution – 5:17

## Formazione
- Greg Chandler - voce, chitarra
- Gordon Bicknell- chitarra
- Steve Peters - basso, chitarra
- Keith York - batteria